# Imbrius simulator
Imbrius simulator là một loài bọ cánh cứng trong họ Cerambycidae.